# Te Kuha
Te Kuha est un petit village localisé à l’est de la ville de Westport dans le District de Buller de la région de la West Coast dans l’Île du Sud de la Nouvelle-Zélande.

## Situation
Il est localisé à l’extrémité ouest de la partie basse des gorges de Buller (en)et le fleuve Buller s’écoule en passant à travers le village[citation nécessaire].
C’était le site d’un pont, qui reliait la ville de Westport avec la berge sud avant que le "black bridge" ,ne fut construit au niveau de la cité de Westport elle-même .
La route State Highway 6 circule sur la berge sud du fleuve, alors que la ligne de chemin de fer (en) allant de Stillwater à Westport circule sur la berge nord du fleuve. 
Cette ligne de chemin de fer fut ouverte en direction de la localité de Te Kuha à partir de Westport en 1912, mais une connexion à travers les gorges de Buller pour relier le chemin de fer au reste du réseau au niveau de Inangahua Junction ne fut pas terminée avant la fin de l’année 1942.
Durant la seconde guerre mondiale , le Gouvernement a terminé la ligne de chemin de fer pour des raisons stratégiques au niveau des gorges de Buller (le Buller Gorge Railway) en 1942 et finalement connecté ainsi la section isolée de "Westport" avec le reste du réseau des chemins de fer de l’île du Sud[citation nécessaire].
Actuellement, les services de passagers ne passent plus à travers la localité de Te Kuha mais seulement des transports de charbon en direction de la côte est et particulièrement du port de Lyttelton[citation nécessaire].
Il n’ y a d’ailleurs plus beaucoup de traces du village qui existent au niveau de Te Kuha 2023. 
La route se termine tout comme le chemin de fer entre l’entrée dans les gorges de Buller et les zones plates aux alentours, qui sont utilisées pour l’agriculture. 
La construction du pont noir (black bridge) au travers du fleuve Buller à signé le glas de la localité de Te Kuha. 
Toutefois, le chemin de fer reste ouvert aussi loin que Cascade Creek, où un bac à charbon permet de stocker celui-ci, qui ramené vers le bas à partir de la Mine Cascade pour son chargement sur les trains à destination des bateaux à l’exportation au niveau de Westport. 
Récemment Te Kuha a été classifiée comme une "limited employment locality" en 2004, avec la suppression des financements bénéficiant aux personnes sans emplois, qui de fait ont quitté le secteur [citation nécessaire].